# Bellamy Young
Bellamy Young (født 19. februar 1970) er en amerikansk skuespiller og producer. Hun er bedst kendt for sin rolle som Mellie Grant i Scandal (2012-).